# Aphis apigraveolens
Aphis apigraveolens är en insektsart som beskrevs av Essig 1938. Aphis apigraveolens ingår i släktet Aphis och familjen långrörsbladlöss. Inga underarter finns listade i Catalogue of Life.